# Морские отложения
Морские отложения — осадочные образования на дне современных и древних геологических морей и океанов. Их доля в общей массе статисферы (осадочной оболочки) Земли составляет 75-90 %. В геологии моря называются морскими грунтами.
В составе морских отложений присутствуют: обломочные частицы породы, вынесенные реками; осадки, выделенные из морской воды организмами (биогенные вещества): микроскопические известковые или кремнистые раковины зоопланктона, моллюсков, скелетные части прочих морских обитателей; органические растительные осадки и продукты разложения мягких тканей животных; химические вещества, осаждённые из морской воды в виде кристаллов и коллоидных сгустков, наряду с сорбированными ими элементами; следы метеоритной пыли, вулканический пепел и т.д.
Исходя из состава отложений их подразделяют на глинистые илы, известково-глинистые илы, кремнисто-глинистые илы, вулканические илы.
Составом морских отложений управляют три основных фактора. Первый фактор — удалённость от основных массивов суши, которая влияет на количество вынесенной в море материковой породы. Второй фактор — глубина воды, что сказывается на сохранности кремнистых и известковых биогенных частиц, поскольку они оседают на дно. Заключительный фактор — в плодородии моря, что сказывается на объёме биогенных частиц, произведенных в поверхностных водах.

## Прибрежные отложения
Прибрежные отложения, называемые также терригеновыми, так как в состав их входят, главным образом, обломки береговых пород, окаймляют материки и острова полосой около 250 км в ширину и покрывают дно всех внутренних и краевых морей. С удалением от берега крупность зерна прибрежных осадков постепенно уменьшается: ближе к берегу отлагаются гальки и валуны, затем гравий, песок, иловатый песок и наконец ил, а потому по характеру осадков прибрежные отложения легко разделить на две зоны — ближайшую к берегу, песчаную, состоящую из валунов, гравия и песка и более удаленную зону континентального ила. 
Петрографический состав осадков песчаной зоны весьма разнообразен и при том наибольшее разнообразие встречается в ближайшей к берегу узкой полосе галечника. Гальки и валуны отлагаются у крутых, утёсистых берегов и, смотря по характеру береговых утёсов, состоят то из кристаллических пород, то из известняков, то (около коралловых рифов) из обломков современного кораллового известняка, то (у вулканических островов) из вулканических бомб, камней, лапилли и пр. Более однообразен состав песка, образующегося при разрушении галек и валунов рыхлых береговых пород, или выносимого в море реками. Песок довольно чистый, кварцевый, иногда от примеси глины иловатый, по близости раковинных банок содержит примесь известковых зёрен, происходящих от перетирания раковин, у коралловых рифов имеет по преимуществу известковый состав, а у вулканических островов состоит из перетёртых рыхлых вулканических продуктов. Ширина песчаной зоны зависит от крутизны склона морского или океанического дна, то есть чем склон круче, тем песчаная зона уже, и наоборот. Для передвижения песчинок по морскому дну требуется достаточной силы колебание воды, а действие волн не ощущается вообще на глубине более 200 метров, почему и осадки песчаной зоны не могут образоваться на большей глубине.
На глубину более 200 метров могут попадать лишь частицы более тонкие, находящиеся в воде во взвешенном состоянии. Из таких именно частиц состоит ил, преобладающий вид осадков второй, более удаленной от берега, зоны прибрежных отложений — зоны континентального ила, на 200 до 5000, а в исключительных случаях даже до 7300 метров глубины, причем, однако, осадки этой зоны редко встречаются далее 250 км от ближайшего берега. Кроме преобладающих продуктов отложения механически взвешенного в воде материала, в состав континентального ила входят ещё отчасти приносимые ветром с суши тончайшие пылеобразные частицы вулканического или наземного происхождения, а также известковые частицы — остатки раковин морских организмов. Хотя вообще континентальный ил довольно однообразен, однако, и в нём удалось подметить несколько разновидностей; преобладающий голубой ил, тонкий осадок с запахом сероводорода, состоящий, главным образом, из зерен кварца, минерала глауконита, глинистых и известковых частиц; зелёный ил, ещё более богатый глауконитом, от которого и зависит, вероятно, его окраска, — наблюдается в областях наиболее медленного образования осадков, и наконец, красноватый ил, наименее распространенный, обязанный своей окраской значительному содержанию окиси железа в виде охры и лимонита.
Около островов вулканических и коралловых рифов за полосой песка следует вулканический и коралловый ил, представляющий результат дальнейшего истирания вулканического и кораллового песка.

## Глубоководные отложения
С удалением от берега все возрастает содержание известковых остатков раковин плавающих в море организмов, и наоборот, уменьшается количество частиц материкового происхождения и таким образом наблюдается переход к глубоководным, собственно пелагическим отложениям, в образовании которых частицы береговых пород не принимают уже почти никакого участия. Пелагические осадки занимают самые глубокие и удаленные от суши области дна океанов и совсем отсутствуют даже в таких обширных внутренних морях, каково, например, Средиземное. Они слагаются исключительно из переносимых ветром мельчайших рыхлых вулканических продуктов и глинистых частиц, продуктов подводных вулканических извержений, метеорных или космических частиц, и, наконец, частиц известковых — остатков раковин и панцирей различных мелких морских организмов, проводящих жизнь в верхних слоях океана, а по смерти падающих на дно. Количество такого материала ничтожно и потому отложение пелагических осадков совершается весьма медленно; в наиболее удаленных от суши участках океанического дна находили почти на поверхности зубы некоторых видов акул, ныне вымерших, при чём эти зубы были покрыты толстой корой окиси марганца или включены в известково-железистые или марганцовые сростки, для образования которых требовались многие тысячелетия.

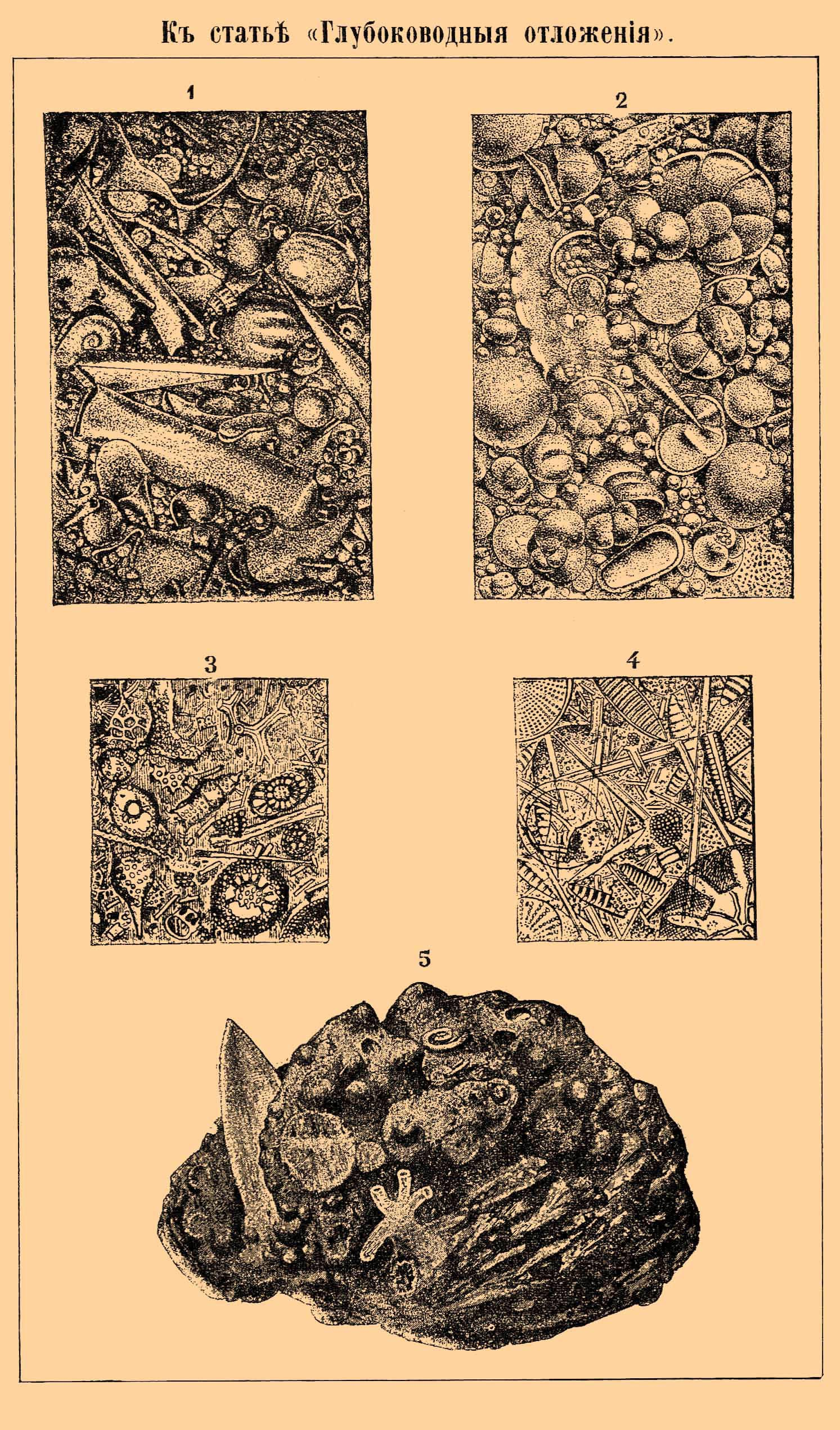
Глубоководные отложения

Различают две главные разновидности пелагических осадков: зоогеновый ил и красную глину глубоких мест океана. Зоогеновый ил представляет, по преимуществу, продукт органической жизни. Наиболее распространенная разность его —глобигериновый ил — молочно-белого, желтоватого, розоватого или коричневатого цвета. Состоит, главным образом, из мельчайших известковых раковин корненожек (глобигерин), с примесью глинистых частиц, рыхлых вулканических продуктов, космической пыли, небольшого количества остатков организмов с кремнёвым скелетом, а также своеобразной формы известковых стяжений кокколитов, рабдолитов и пр. От глобигеринового ила отличают птероподовый ил, в котором, с раковинами корненожек, встречаются ещё, в большом количестве, осколки раковин крылоногих моллюсков (птеропод). Корненожки не переносят близости берега и населяют поверхностные слои центральных частей океанов, преимущественно в теплых и умеренных широтах. Однако и в этих пределах глобигериновый ил встречается не везде, а только местами, на глубине, не превышающей 5100 метров. Объясняют это тем, что в нижних слоях океанов вода заключает в растворе сравнительно много углекислоты, а вода, подкисленная этой последней, легко растворяет углекислую известь раковин. Тонкие раковины корненожек опускаются, по смерти животного, крайне медленно на дно океана, подвергаются при этом растворению и не могут достигнуть больших глубин. Те же самые причины обусловливают и область распространения птероподового ила, с той только разницей, что раковины крылоногих, по-видимому, ещё легче поддаются растворению и потому могут скопляться ещё на меньшей глубине, — на границе с континентальным илом. Большей глубины могут достигать зато остатки пелагических организмов с кремнёвым скелетом, каковыми являются кремнистые водоросли диатомеи и снабженные кремнёвым панцирем инфузории-радиолярии. Но по сравнительной малочисленности этих организмов скопления их — радиоляриевый и диатомовый ил, имеют очень ограниченное распространение. Наиболее глубокие и удаленные от суши части океанического дна состоят почти исключительно из однообразной красноватой глины, представляющей мелкозернистый, весьма однородный осадок, обладающий значительною вязкостью. Микроскоп открывает в ней, кроме однородного глинистого цемента, мельчайшие частички вулканического стекла, пемзы и вулканических минералов, изредка скелеты кремнёвых организмов, а равно покрытые корой окиси железа, металлические шарики и шарики минерала бронзита. Из новообразований для красной глины характерны сростки минерала из группы цеолитов и конкреции окиси железа и марганца. Из остатков высших организмов довольно часто попадаются зубы акул и слуховые косточки китов. По месту нахождения исключается возможность образования красной глины из континентального материала, и потому большинство ученых допускает состав её главным образом из разложившихся продуктов вулканической деятельности, разносимых ветром над поверхностью океана.

## Глубоководные отложения полярных морей
Все описанные выше, как прибрежные, так и пелагические осадки свойственны преимущественно тёплому и умеренному поясу. В северном и южном полярных морях, где органическая жизнь крайне бедна, а берега островов и континентов большую часть года окованы льдами, глубоководные осадки обязаны своим происхождением, главным образом, материалу, переносимому ледяными горами и падающему на морское дно, при таянии последних. Поэтому глубоководные осадки выражаются, как в прибрежном, так и в пелагическом поясе, серой глиной полярных стран, представляющей осадок крайне неоднородный по своему составу. Наряду с мельчайшими глинистыми частицами, в нём встречаются зерна песка, гравия и даже гальки и валуны материковых пород; только местами, в удалении от суши, примешиваются к этой глине в заметном количестве остатки раковин полярных корненожек билокулин и получается особая разность серой глины, названная билокулиновым илом.

## Трансформация отложений
Все описанные осадки, под влиянием происходящих в них гидрохимических процессов и громадного на них давления, изменяются. Галечник и гравий переходят в конгломерат, из песка иногда образуется песчаник, иловатые осадки переходят в глины и глинистые сланцы, а из зоогенового ила получаются разнообразные известняки и мергели. Такие изменившиеся осадки с течением веков, под влиянием колебаний земной коры, могут выступить из-под воды и обнажаться на земной поверхности. Между слоистыми осадочными породами земной поверхности встречаются аналоги всех современных глубоководных отложений. Не найдено пока только полного аналога красной глины из глубин океанов; это обстоятельство дает повод некоторым ученым предполагать, что современные океанические бассейны существовали на том же месте с самых ранних эпох истории земли. Обмен между сушей и морем происходил, по их мнению, лишь в известных пределах, захватывающих прибрежные и отчасти пелагические отложения.

## История изучения
Научное исследование осадков дна морей и океанов, в достаточной степени началось лишь во второй половине XIX века, благодаря многочисленным специальным экспедициям, из которых, как важнейшие по достигнутым результатам, следует привести плавания на судах «Челленджер», «Блэк», «Травальер», «Талисман» и др.